# 傑納西奧鎮區 (愛荷華州泰馬縣)
傑納西奧鎮區（英語：Geneseo Township）是位於美國愛荷華州泰馬縣的一個行政鎮區。

## 地方資料
根據2010年美國人口普查的數據，傑納西奧鎮區的面積為93.81平方千米，當中陸地面積為93.64平方千米，而水域面積為0.17平方千米。當地共有人口364人，而人口密度為每平方千米3.88人。